# Kneza Miloša

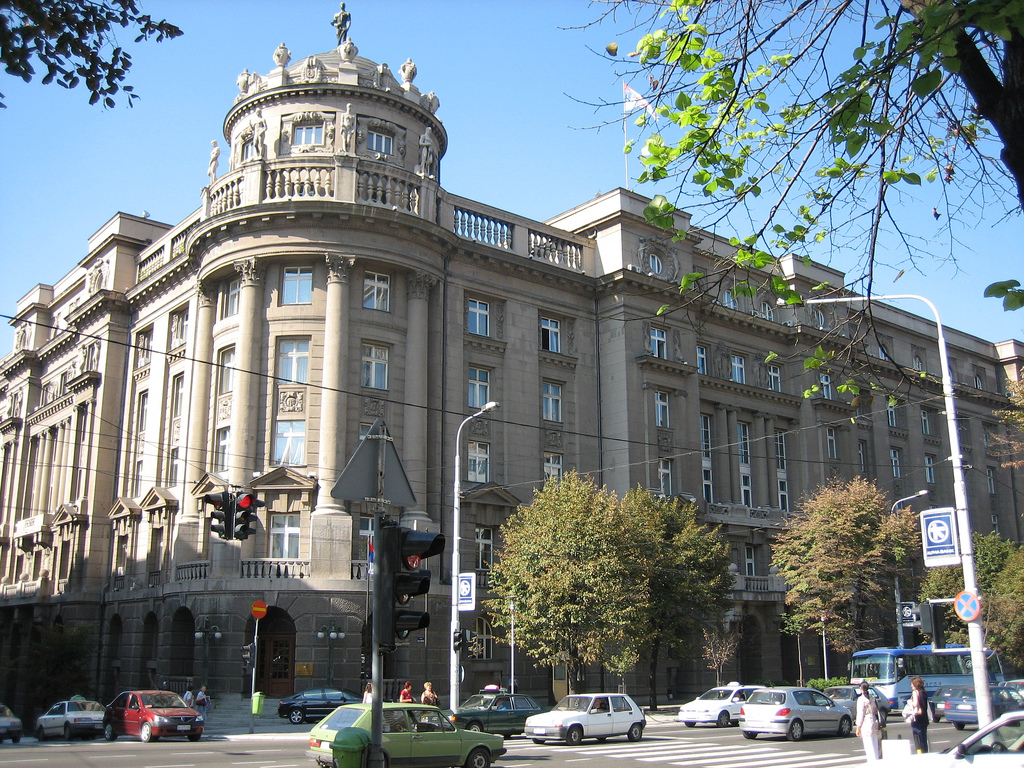
Le ministère des Affaires étrangères de la république de Serbie

Kneza Miloša (en serbe cyrillique : Кнеза Милоша) est une rue de Belgrade, la capitale de la Serbie. Elle est située dans la municipalité de Savski venac.
La rue est ainsi nommée en hommage au prince (en serbe : knez) Miloš Obrenović (1780-1860), qui fut le chef du second soulèvement serbe contre les Turcs (1815).

## Localisation
La rue Kneza Miloša commence au carrefour de la place Nikola Pašić, du Bulevar kralja Aleksandra et de la rue Takovska (dont elle apparaît comme un prolongement) ; elle s'oriente vers le sud-ouest. Sa première section va jusqu'au carrefour avec la rue Kralja Milana ; dans cette partie, elle longe le Pionirski park et le parc des Pionniers (à droite), et l'hôtel Exelcior (à gauche) et elle croise la promenade Andrićev venac et la rue Krunska. Une deuxième section étend jusqu'à la rue Nemanjina. Après une troisième et dernière section, elle se termine un peu avant le carrefour du Bulevar Franše Deperea et du Bulevar vojvodna Putnika, qui la prolonge en direction du sud-ouest. Dans cette dernière partie de son trajet, se trouvent, sur son côté droit, le ministère des Affaires étrangères de la république de Serbie (en serbe : Ministarstvo spoljnih poslova Republike Srbije et Centre d'information américain, et, sur son côté gauche, le Centre culturel canadien.

## Caractéristiques
Plusieurs ambassades sont situées dans la rue Kneza Miloša, celles des États-Unis, de la Pologne, du Canada, de la Croatie, de l'Allemagne et de la Roumanie.